# Stefan Kazimierz Humiecki
Stefan Kazimierz Humiecki herbu Junosza (zm. 28 maja 1736 roku) – wojewoda podolski w latach 1706–1736, podstoli koronny w latach 1702–1706, stolnik kamieniecki w latach 1692–1702, pułkownik artylerii koronnej w latach 1698–1715, starosta winnicki w 1731 roku, starosta libuski w 1718 roku, starosta rawski w 1704 roku, starosta rzeczycki w 1702 roku.
Syn Wojciecha i Izabeli z Kątskich.
Poseł na sejm 1690 roku z województwa podolskiego. Poseł sejmiku podolskiego na sejm konwokacyjny 1696 roku. 5 lipca 1697 roku podpisał w Warszawie obwieszczenie do poparcia wolnej elekcji, które zwoływało szlachtę na zjazd w obronie naruszonych praw Rzeczypospolitej. Był marszałkiem rokoszu łowickiego w 1698 roku. Poseł na sejm pacyfikacyjny 1699 roku z województwa podolskiego. Poseł na sejm 1701 roku i sejm z limity 1701-1702 roku z województwa podolskiego. W styczniu 1702 roku podpisał akt pacyfikacji Wielkiego Księstwa Litewskiego.
Był uczestnikiem Walnej Rady Warszawskiej 1710 roku. Podpisał traktat warszawski 1716 roku w imieniu konfederacji tarnogrodzkiej i skonfederowanych wojsk koronnych. Był członkiem konfederacji generalnej zawiązanej 27 kwietnia 1733 roku na sejmie konwokacyjnym. W 1735 roku podpisał uchwałę Rady Generalnej konfederacji warszawskiej.
Poślubił najpierw Konstancję Lipską, później Katarzynę Krosnowską. Z drugiego małżeństwa miał synów Ignacego i Józefa oraz kilka córek, m.in. Joanna.
Inicjator barokowej przebudowy pałacu w Czemiernikach.